# Гыданский национальный парк
Национальный парк «Гыданский» (в 1996—2024 годах Гыданский государственный заповедник, преобразован в национальный парк постановлением Правительства РФ от 10 декабря 2024 № 1362) — национальный парк в Тазовском районе Ямало-Ненецкого автономного округа Тюменской области Российской Федерации. Находится на Гыданском полуострове и близлежащих островах Карского моря. Самый северный природно-охранный комплекс в Западной Сибири. Общая площадь — 898 174 га.
Режим национального парка позволяет выделять на территории ООПТ функциональные зоны с различным режимом природопользования. Одна из них — зона традиционного экстенсивного природопользования — даёт возможность обеспечения традиционной хозяйственной деятельности (охота, сбор ягод и грибов) проживающих на его территории коренных малочисленных народов — гыданских ненцев и энцев

## Описание
Площадь охранной зоны национального парка составляет 150 тыс га. В границы национального парка входят:
- полуостров Явай (к северу от 72-й параллели)
- северная и северо-западная части полуострова Мамонта
- полуостров Олений
- побережье Юрацкой губы
- острова Олений, Шокальского, Песцовые, Проклятые и Ровный.

Северная граница заповедника проходила примерно по 73°10' с. ш., южная — 71°40' с. ш., восточная — 79°30' в. д., западная — 74° в. д.
Охранный статус Гыданского полуострова продлевает к западу охраняемые арктические побережья и острова Карского моря, способствует сохранению мощного Восточно-Атлантического пролётного пути водных и околоводных птиц, летящих вдоль северных берегов Евразии.

## Создание заповедника
Идея организации заповедника на Гыданском полуострове выросла из обсуждавшейся в конце 1970-х — 1980-е годы концепции создания объединённого Ямало-Гыданского заповедника. В июне 1991 года на специальном межведомственном совещании Ямало-Ненецкого окружного Совета народных депутатов было решено вместо одного создать два отдельных заповедника. В сентябре 1991 года этот проект был утверждён на заседании окружного исполкома, но в Министерстве природных ресурсов РСФСР его отвергли из-за сильного сопротивления нефтегазовых предприятий и недовольства местных оленеводческих хозяйств. В итоге удалось согласовать заповедный статус только самых северных территорий Гыданского полуострова, не подлежащих освоению в обозримой перспективе. Такой урезанный вариант заповедника вызвал резкие возражения со стороны научной общественности, в первую очередь — Комиссии по заповедному делу РАН и Совета по проблемам Севера РАСХН. Но их не послушали.
В 1995 году ЦНИЛ Минсельхозпрода РФ был составлен второй проект организации заповедника, который уже в октябре 1996 года был одобрен Правительством РФ. Из-за того, что площадь охраняемой территории была урезана по сравнению с предыдущим проектом в 10 раз, за границами заповедника остались типичные (южные) тундры Гыданского полуострова, что, по мнению части экологов, не позволяло считать данный заповедник репрезентативным. Кроме того, заповедник не стал биосферным, что также сузило его возможности. В 1999 году учёные Э. В. Рогачёва и Е. Е. Сыроечковский заявили в одной из своих статей, что заповедника не существует, а то, что создано, является не более чем вредной проформой.
Созданный в 1996 году Гыданский заповедник имел площадь 878 174 га и состоял из пяти кластеров. Фактически заповедник начал работать в 2001 году. Первым директором заповедника был назначен в 2001 году Николай Алексеевич Голосенко, которого в 2013 году сменил Вячеслав Владимирович Берлинский.

## Преобразование заповедника в национальный парк
Компания «Новатэк» ведёт на Гыданском полуострове добычу природного газа и строит завод по производству СПГ, стоимость которого в 2019 году оценивалась в 19,3 млрд евро. Постепенное расширение хозяйственной деятельности поблизости заповедника вызывало озабоченность экологов в отношении его дальнейшей судьбы. И действительно, практически одновременно с объявлением о старте проекта «Арктик СПГ-2» заповедник был реорганизован в национальный парк (под тем предлогом, что на территории заповедника ненцы и энцы ведут традиционную хозяйственную деятельность, якобы не совместимую с режимом заповедника). Преобразование заповедника в национальный парк позволило заинтересованным сторонам по согласованию вести на его территории хозяйственную деятельность. 

## Природа
Территория национального парка находится в атлантической области арктического климатического пояса. Среднегодовая температура воздуха −10 °C. Продолжительность безморозного периода колеблется от 55 до 70 дней. Снежный покров держится около 240 дней.

На территории заповедника распространена сплошная мерзлота. Глубина слоя сезонного оттаивания не превышает 0,8—1,2 м.

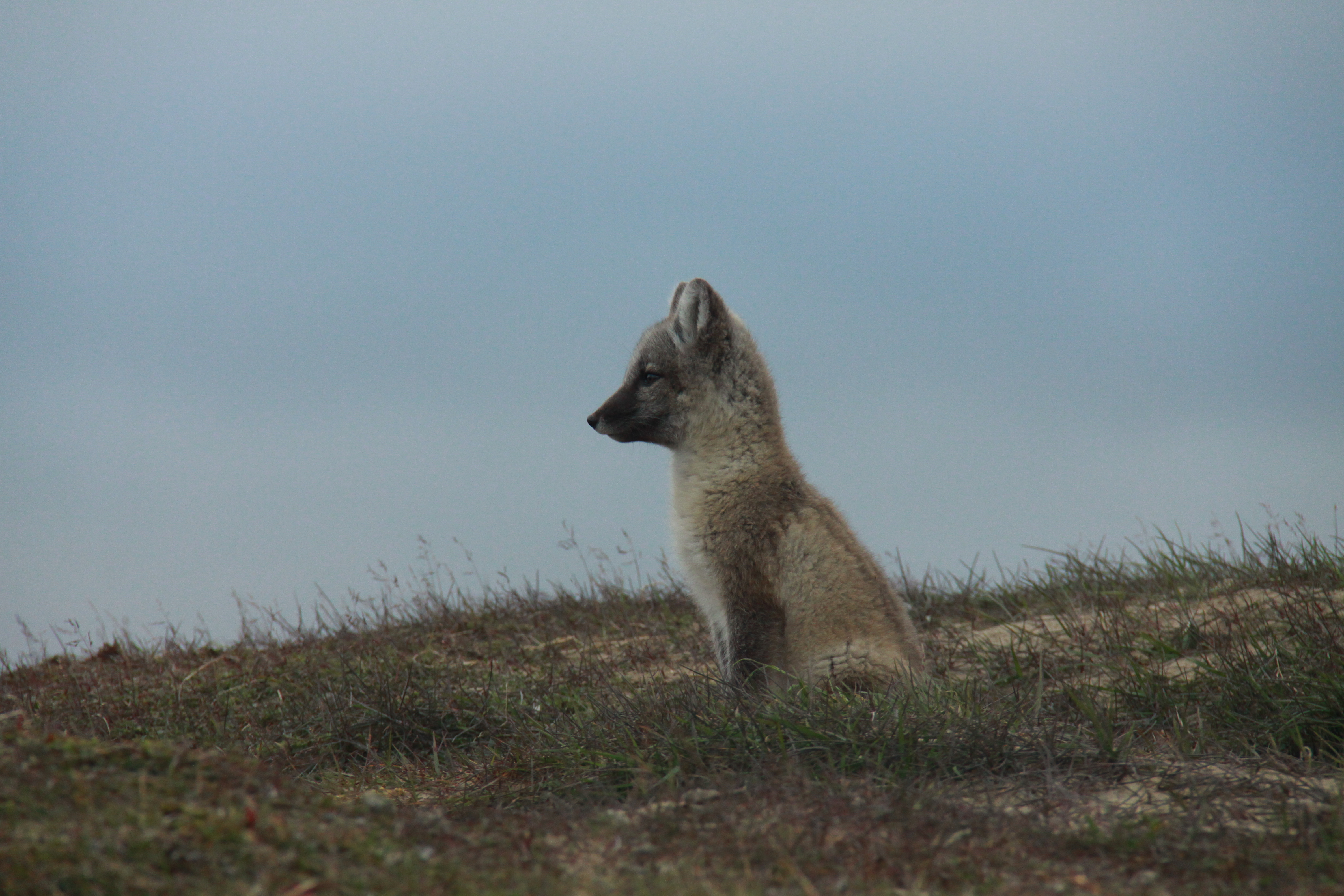
Молодой песец в заповеднике

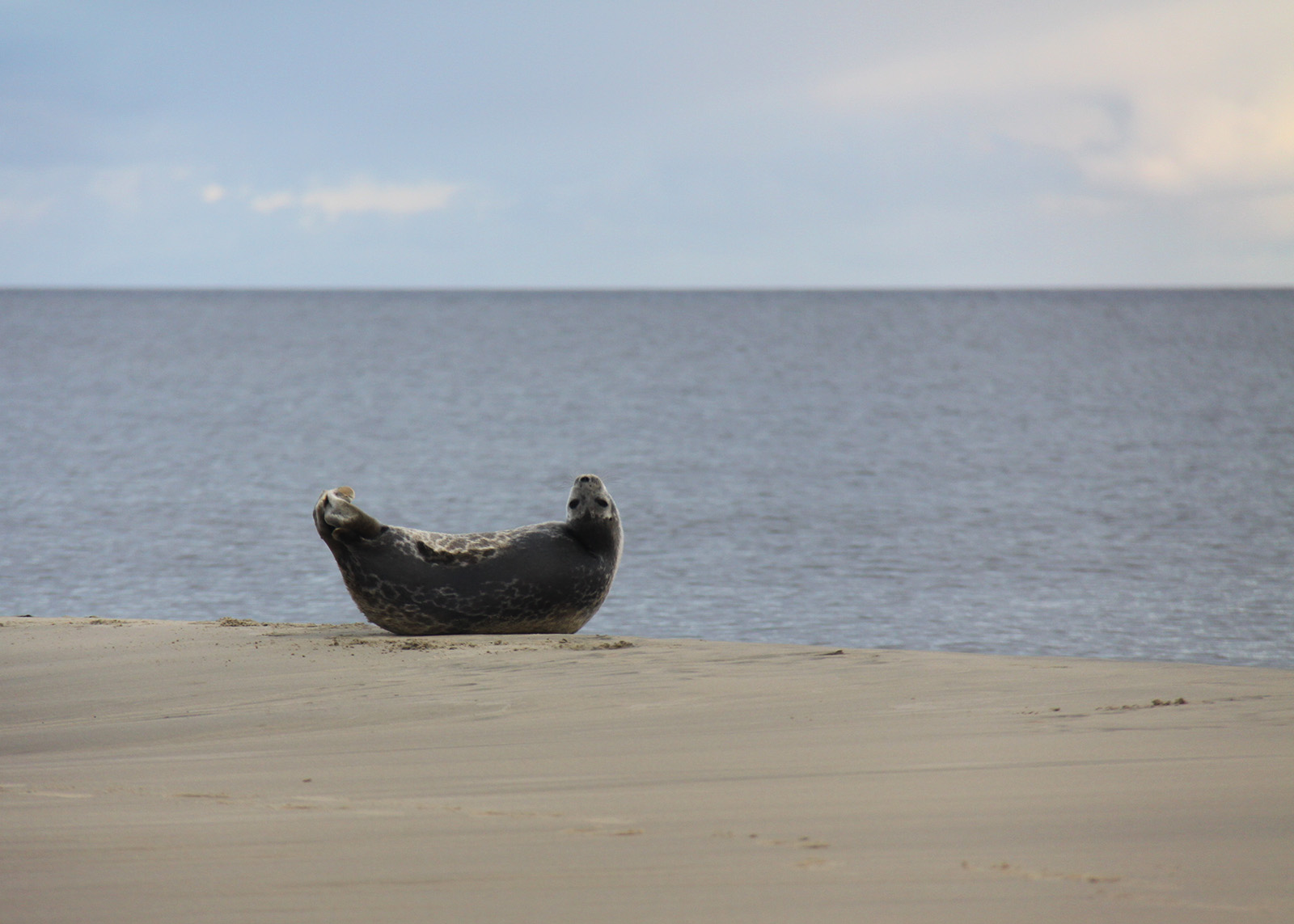
Кольчатая нерпа на острове Шокальского

В национальном парке зарегистрировано 180 видов птиц. На его территории встречаются около 180 видов сосудистых растений. В фауне национального парка насчитывается от 44 до 62 видов и подвидов морских и пресноводных рыб.
Относительной молодости территории севера Западной Сибири соответствует и молодость её фауны: самые древние остатки мамонтовой фауны отсюда имеют возраст менее 50 тысяч лет (Архипов, 1971; Калякин, 1995), причём наиболее поздние останки мамонтов с Гыданского полуострова и прилежащих территорий — чуть менее 10 тысяч лет (Арсланов и др., 1982; Лавров, Сулержицкий, 1992). Значит, мамонты дожили здесь до начала голоцена, на протяжении которого формировались современные почвенно-растительный покров и животный мир (Калякин и др., 2000).
В результате научно-исследовательских работ установлено, что в настоящее время на территории национального парка и прилегающей акватории обитает 18 видов млекопитающих, 76 видов птиц (50 видов из них гнездится на территории заповедника), 20 видов костных рыб.
Два вида млекопитающих — белый медведь и атлантический морж внесены в Красные книги Международного Союза Охраны Природы (МСОП-96) и России. На территории национального парка проходит отёл диких северных оленей Ямало-Гыданской популяции, внесённых в Красную книгу Ямало-Ненецкого автономного округа. Состояние этой популяции оценивается как критическое.
Белый медведь на территории национального парка встречается как в зимний, так и в летний периоды, на островах Шокальского и Олений отмечены берлоги белых медведей.
В прибрежных водах обычны белуха, кольчатая нерпа, лахтак (морской заяц). Из редких видов следует отметить косатку, встреченную в 2002 году вблизи западного побережья острова Шокальского.
В национальном парке гнездятся и проводят линьку большое количество водоплавающих и околоводных птиц. Только на острове Шокальского линяют и выводят птенцов 6—8 тысяч белолобых гусей.
Из встречающихся в национальном парке птиц в Красную книгу России внесены: белоклювая гагара, малый (тундрянной) лебедь, пискулька, краснозобая казарка, орлан-белохвост, сапсан, белая чайка. В Красную книгу Ямало-Ненецкого автономного округа внесены: белощёкая казарка, турпан обыкновенный. Из редких видов обитают: сибирская гага, синьга, морской песочник, азиатский бекас.
Обычны: чернозобая и краснозобая гагары, чёрная казарка, гага-гребенушка, средний крохаль, шилохвость, морянка, тундряная куропатка, ржанка, турухтан, средний поморник, бургомистр, восточная клуша, полярная крачка, некоторые виды воробьиных: лапландский подорожник, пуночка, белая трясогузка, восточно-сибирский соловей (варакушка).
Через территорию национального парка проходит Восточно-Атлантический пролётный путь водных и околоводных птиц, летящих вдоль северных берегов Евразии.
Пресмыкающиеся и земноводные на территории национального парка не обитают.
Из костных рыб в водоёмах национального парка обитают нельма, арктический голец, пелядь, чир, пыжьян, ряпушка сибирская, хариус; в прибрежных водах доминирующим видом является омуль обыкновенный, керчак обыкновенный, встречаются камбала полярная, тресочка полярная, навага, горбуша.
На территории национального парка отмечены некоторые виды млекопитающих (бурый медведь), птиц (шилохвость, болотная сова), рыб (судак, щука), растений (полярная ива, морошка), некоторые виды грибов, северная граница ареала которых проходила значительно южнее.

## Этническое значение
Помимо природных богатств региона, придача заповедного статуса Гыданскому полуострову важна и для сохранения вымирающих этнопопуляций гыданских ненцев и энцев.
Высказываются опасения, что после ликвидации заповедника Гыданский национальный парк «превратят в резервацию для коренных кочевых народов Ямала, выгнанных с осваиваемых газовиками и нефтяниками земель».